# Notoligotrichum
Notoligotrichum là một chi rêu trong họ Polytrichaceae.